# 143 TCN
Năm 143 TCN là một năm trong lịch Julius. 